# Maria Spieker
Maria Spieker (* 23. September 1951 in Cuxhaven) ist eine deutsche Pädagogin, Malerin und Politikerin. Sie war Mitglied der Bremischen Bürgerschaft (Grüne).

## Biografie

### Ausbildung und Beruf
Spieker wuchs in Cuxhaven auf, wo sie ihr Abitur ablegte. Sie studierte Geschichte und Kunst für das Lehramt an der Universität Oldenburg und erwarb danach ihr Diplom in der Jugend- und Erwachsenenbildung. Sie war dann in der Erwachsenenbildung tätig. Mitte der 1980er Jahre wirkte sie als wissenschaftliche Mitarbeiterin (Aufbaustudiengang Dritte Welt) an der Universität Bremen.
Seit den 1990er Jahren malt sie. Sie hat mit Aquarellen angefangen und danach bald mit Acryl gearbeitet sowie Collagen gefertigt. Die Techniken dazu lernte sie bei der Künstlerin Marlies Glaser. 1998 gründete Spieker mit anderen Künstlerinnen die Ateliergemeinschaft Dammweg in Bremen und seit 2004 arbeitet sie in der Ateliergemeinschaft 8A. Ihre Werke wurden in mehreren Ausstellungen gezeigt.
Sie leitete von 2001 bis Ende 2014 die Regionalstelle Süd  der Bremer Volkshochschule im Bremer Stadtbezirk Süd in Kattenturm. Seit 2015 ist sie freiberuflich in der Weiterbildung tätig.
Sie ist seit 2016 Mitglied im Vorstand von belladonna in Bremen ehrenamtlich aktiv, einer Vereinigungm, welche die politische, gesellschaftliche und kulturelle Bildung von Frauen fördert.

### Politik
Spieker ist seit Ende der 1980er Mitglied der Grünen. Für diese Partei war sie von 1991 bis 1999 in der 13. und 14. Wahlperiode acht Jahre lang Mitglied der Bremischen Bürgerschaft und in der Bürgerschaft in verschiedenen Deputationen tätig. Von 1991 bis 1999 war sie Vorsitzende des Ausschusses zur Förderung der Gleichberechtigung im Land Bremen. Seit 2001 ist sie politisch nicht mehr aktiv.